# Omloop van het Hageland

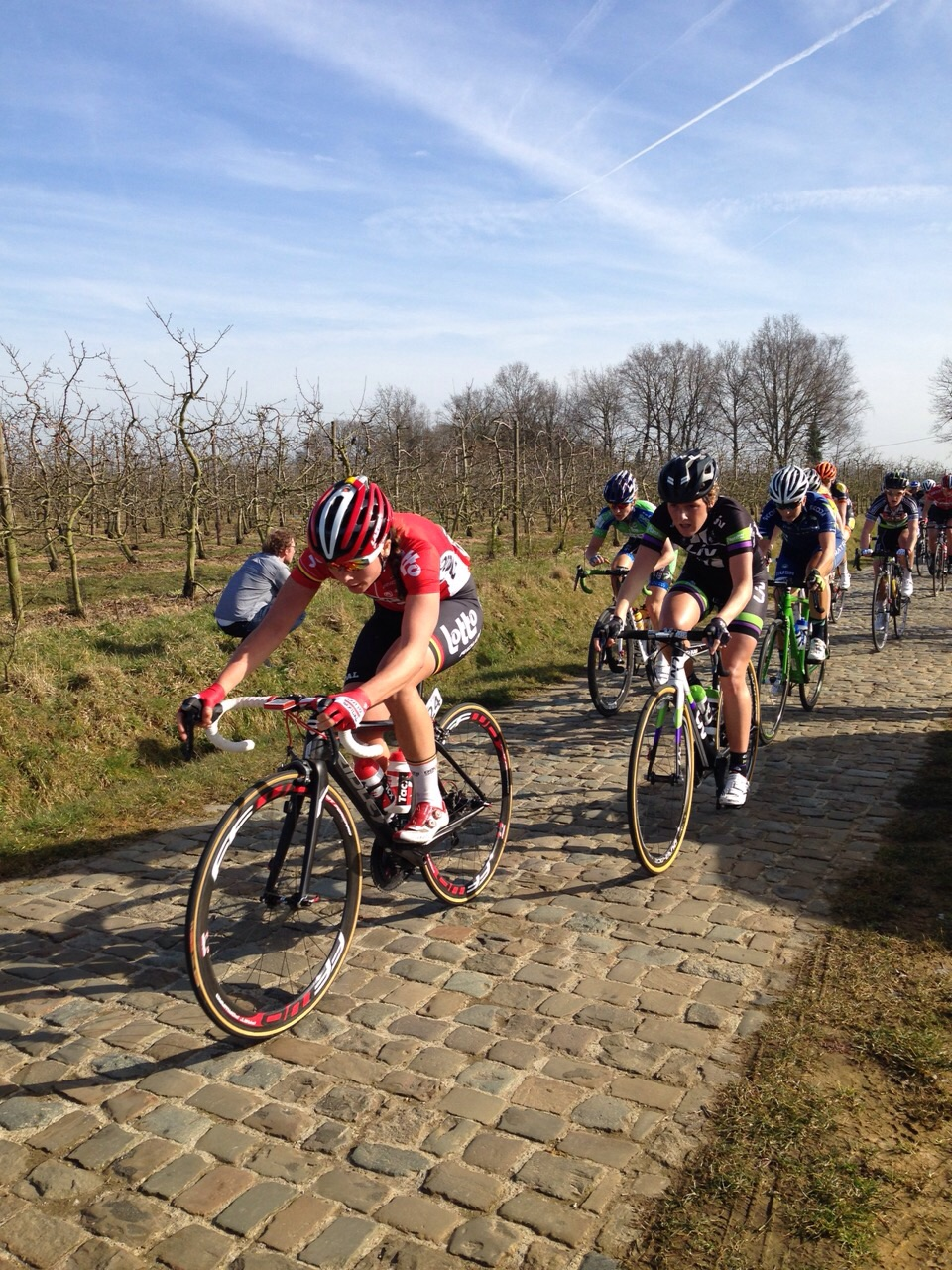
De kenmerkende kasseistroken

De Omloop van het Hageland (tot 2011 bekend als Tielt-Winge) is een eendaagse wielerwedstrijd voor vrouwen sinds 2025 wordt georganiseerd. De wedstrijd werd doorgaans in februari of maart verreden in het Hageland, meer bepaald in Tielt-Winge, in Vlaams-Brabant. Vanaf 2016 was het een UCI 1.1-categorie wedstrijd die behoorde bij de Lotto Cycling Cup. Tussen 2011 en 2015 was het een 1.2-wedstrijd en ervoor was het een nationale 1.NE-categorie wedstrijd onder de naam Tielt-Winge, behorend bij de Wielertrofee Vlaanderen. De Italiaanse Marta Bastianelli won de koers drie keer, de Zweedse Emma Johansson, de Britse Elizabeth Armitstead, de Belgische Jolien D'hoore en de Nederlandse Lorena Wiebes wonnen elk tweemaal. De koers zo verdwijnen na de editie in 2024 maar keerde toch terug.
De wedstrijd dient niet verward te worden met Dwars door het Hageland (bekend van de gravelstroken), die vanaf 2021 een vrouweneditie kent.

## Erepodium
| Jaar | Winnares             | Tweede                 | Derde                |
| ---- | -------------------- | ---------------------- | -------------------- |
| 2005 | Ludivine Henrion     | Ilse Geldhof           | Anja Nobus           |
| 2006 | Ilse Geldhof         | Anja Nobus             | Karen Steurs         |
| 2007 | Louise Moriarty      | Yolandi Du Toit        | Lieve Koninkx        |
| 2008 | Liesbet De Vocht     | Birgit Soellner        | Ilse Geldhof         |
| 2009 | Andrea Bosman        | Martine Bras           | Mascha Pijnenborg    |
| 2010 | Emma Johansson       | Martine Bras           | Grace Verbeke        |
| 2011 | Emma Johansson       | Adrie Visser           | Sjoukje Dufoer       |
| 2012 | Elizabeth Armitstead | Pauline Ferrand-Prévot | Elisa Longo Borghini |
| 2013 | Emily Collins        | Shelley Olds           | Emma Johansson       |
| 2014 | Elizabeth Armitstead | Emma Johansson         | Audrey Cordon        |
| 2015 | Jolien D'hoore       | Chantal Blaak          | Sara Mustonen        |
| 2016 | Marta Bastianelli    | Leah Kirchmann         | Lotta Lepistö        |
| 2017 | Jolien D'hoore       | Chloe Hosking          | Sarah Roy            |
| 2018 | Ellen van Dijk       | Chloe Hosking          | Jolien D'hoore       |
| 2019 | Marta Bastianelli    | Lotta Lepistö          | Leah Kirchmann       |
| 2020 | Lorena Wiebes        | Marta Bastianelli      | Emma Norsgaard       |
|      |                      |                        |                      |
| 2022 | Marta Bastianelli    | Emma Norsgaard         | Floortje Mackaij     |
| 2023 | Lorena Wiebes        | Marta Bastianelli      | Audrey Cordon-Ragot  |
| 2024 | Kristen Faulkner     | Mischa Bredewold       | Pfeiffer Georgi      |
| 2025 | Femke Gerritse       | Lara Gillespie         | Susanne Andersen     |

### Meervoudige winnaars
| Zeges | Renster              | Jaren            |
| ----- | -------------------- | ---------------- |
| 3     | Marta Bastianelli    | 2016, 2019, 2022 |
| 2     | Emma Johansson       | 2010, 2011       |
| 2     | Elizabeth Armitstead | 2012, 2014       |
| 2     | Jolien D'hoore       | 2015, 2017       |
| 2     | Lorena Wiebes        | 2020, 2023       |

### Overwinningen per land
| Zeges | Land                                     |
| ----- | ---------------------------------------- |
| 5     | België, Nederland                        |
| 3     | Italië                                   |
| 2     | Verenigd Koninkrijk, Zweden              |
| 1     | Ierland, Nieuw-Zeeland, Verenigde Staten |

2005 · 2006 · 2007 · 2008 · 2009 · 2010 · 2011 · 2012 · 2013 · 2014 · 2015 · 2016 · 2017 · 2018 · 2019 · 2020 · 2021 · 2022 · 2023 · 2024 · 2025